# Лукомські
Лукомські (пол. Łukomski) — княжий рід литовського або руського походження. Назву рід отримав від міста Лукомль, яке розташовувалось у Полоцькій землі, неподалік від Друцька.

## Історія роду
Лукомль з XII століття був центром удільного Лукомського князівства, в якому правили представники полоцької гілки Рюриковичів. На думку Ю. Вольфа Лукомські були нащадками Полоцько-Вітебських князів, однак документального підтвердження цієї версії немає. Самі Лукомські виводили своє походження від Андрія Ольгердовича, старшого сина великого князя литовського Ольгерда Гедиміновича, князя псковського, полоцького і з 1386 року — лукомського. Однак і ця версія походження Лукомських документального підтвердження не має і в даний час відкинута дослідниками.
У XV столітті в Литві згадують кілька князів Лукомських, проте родинні зв'язки між ними не простежуються, а їхній загальний родоначальник не встановлений. Достовірну генеалогію простежують лише від князя Івана Лукомського, який у 1473 році виїхав до Москви. Княжі маєтності при цьому конфіскувала держава. В 1493 році Івана Лукомського стратили (спалили в залізній клітці), нібито за участь у змові проти великого князя Івана III Васильовича. Ймовірно у князя Івана залишилося в Литві кілька синів, до яких можна віднести Івана Івановича, який володів Щедутами, Андрія і Федора, а також, мабуть, ще Григорія і Романа. Від Івана, Андрія та Романа простежуються три лінії роду, представники яких не володіли великими маєтками і не займали значних посад у Литовсько-руській державі. Лукомль входив до складу їх володінь до другої половини XVI століття. На початку XVII століття безперервний родовід князів Лукомських переривається, в джерелах трапляються лише окремі згадки про деяких представників роду.
Наприкінці XVII століття Лукомські, які вважали себе нащадками Ольгерда, і писалися Ольгердовичі-Лукомські, втратили княжий титул. Гілки цього роду були внесені в I і VI частини родовідних книг Вітебської, Волинської, Могилівської і Подільської губерній.